# Калеподій
Калеподій — це ім'я єпископа Неаполя 4 століття.
Святий Калеподій (помер 232 р. н. е.) був священиком, убитим під час переслідувань християн римським імператором Олександром Севером . 
Одна з катакомб Риму, кладовище Калеподія на Аврелієвій дорозі, була названа на його честь.

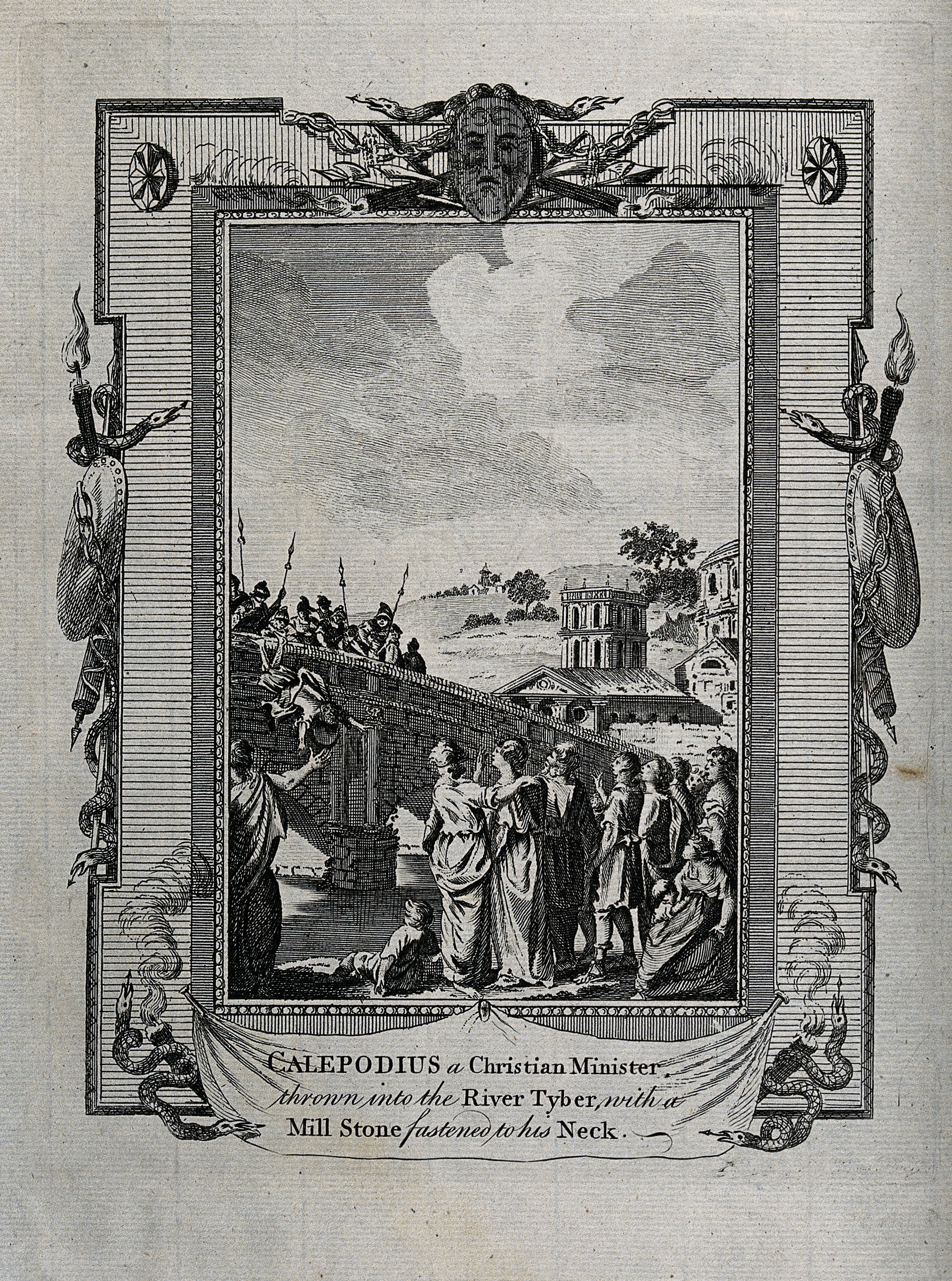
Мученицька смерть Калеподія

У його агіографії згадується, що його катували, а потім кинули в річку Тибр із прив'язаним до шиї жорном . 

## Шанування
Його мощі разом із мощами святого Калліста та святого Корнелія були перенесені в 10 столітті до церкви Санта-Марія-ін-Трастевере (Свята Марія за Тибром) і покладені під головний вівтар.  Деякі мощі трьох святих були перенесені до Фульди та Кисоінга, а деякі мощі Калліста  були перенесені до Нотр-Дам де Реймс . Однак деякі мощі Калліста все ще зберігаються разом з реліквіями Калеподія в Санта-Марія-ін-Трастевере. 
Святого Калліста вшановують 10 травня разом зі святими Палматієм, Сімпліцієм, Феліксом, Бландою та сподвижниками. 

## Зовнішні посилання
- Калеподій